# 汤姆·莱希
汤姆·莱希（英語：Tom Leahy，1957年11月7日—），爱尔兰男子硬地滚球、田径运动员。他曾代表爱尔兰参加1984年、1988年、1992年、1996年、2000年、2004年、2008年和2012年夏季残疾人奥林匹克运动会，获得三枚金牌、三枚银牌和二枚铜牌。